# Tyndarichus kuriri
Tyndarichus kuriri is een vliesvleugelig insect uit de familie Encyrtidae. De wetenschappelijke naam is voor het eerst geldig gepubliceerd in 1944 door Fahringer.